# اویتنهاگ
اویتنهاگ (به لاتین: Uitenhage) یک شهرک در آفریقای جنوبی است که در Nelson Mandela Bay Metropolitan Municipality واقع شده‌است.